# Brigitte Jaques-Wajeman

Brigitte Jaques-Wajeman, 2004

Brigitte Jaques-Wajeman (* 19. August 1946 in Vevey/Kanton Waadt) ist eine Schweizer Schauspielerin, Regisseurin, Theaterleiterin und Theaterpädagogin.

## Leben
Jaques-Wajeman wurde als Schauspielerin von Antoine Vitez ausgebildet, unter dessen Leitung sie zwischen 1969 und 1974 auftrat. Danach wandte sie sich der Regie zu. In Zusammenarbeit mit François Regnault führte sie 1974 Frühlings Erwachen von Frank Wedekind auf. In ihrer Laufbahn führte sie Regie bei mehr als fünfzig Produktionen und Inszenierungen von Werken aus verschiedenen Epochen an zahlreichen Theatern, Museen und Opernhäusern in Frankreich und im Ausland. Darunter finden sich u. a. im klassischen Repertoire Stücke von Pierre Corneille, Jean Racine und Molière, Theaterstücke und Werkadaptionen von englischsprachigen Autoren des 19. und 20. Jahrhunderts wie John Millington Synge, Tennessee Williams, Tony Kushner, Nicholas Wright, Martin Crimp und Charles Dickens, Stücke zeitgenössischer französischer Autoren wie Danièle Sallenave, Véronique Olmi und Joël Pommerat und Texte ihrer Mitarbeiter François Regnault, Gérard Wajcman und Jacqueline Lichtenstein.
Mit Regnault gründete sie 1975 die Compagnie Pandora. Von 1980 bis 1987 unterrichtete sie an der École Nationale Supérieure des Arts et Techniques du Théâtre (ENSATT). Von 1991 bis 1997 leitete sie mit Regnault das Théâtre de la Commune d’Aubervilliers. 1989 wurde sie mit dem Prix Arletty ausgezeichnet.